# Friedhof Hoppegarten

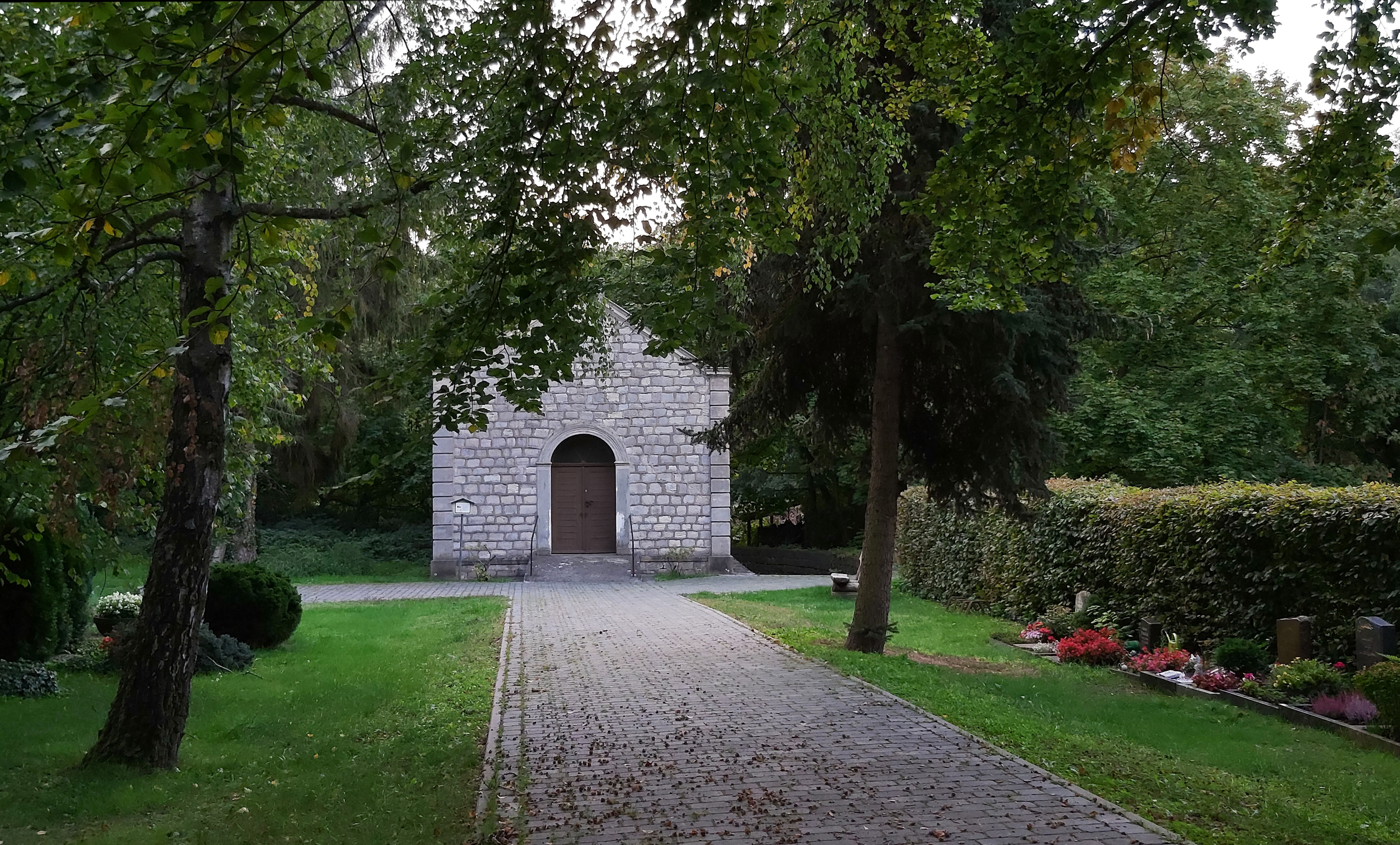
Trauerhalle Alter Friedhof Hoppegarten

Der Friedhof Hoppegarten befindet sich in der amtsfreien Rennbahngemeinde Hoppegarten im Land Brandenburg, Landkreis Märkisch-Oderland. Das Friedhofsgelände ist unterteilt. Der nördlich gelegene Friedhofsteil (Alter Friedhof) mit Trauerhalle gehört zur evangelischen Kirchgemeinde, an den sich direkt der südlich gelegene kommunale Teil anschließt. Auf dem Friedhof befinden sich die zum Teil historischen Grabstätten namhafter Trainer, Jockeys, Futtermeister, Tierärzte und Stallburschen vieler Nationen, die ein wichtiges Zeugnis für die Rennbahngeschichte der in der Nähe gelegenen Galopprennbahn Hoppegarten sowie des Pferdesports sind. Im Jahre 2018 wurde der Alte Friedhof als Einzeldenkmal unter Denkmalschutz gestellt.

## Lage
Der Friedhof liegt in der Rudolf-Breitscheid-Straße 1 in Hoppegarten. Der Haupteingang zum Alten Friedhof und zur Trauerhalle sowie ein weiterer Eingang zum neuen Friedhofsteil befinden sich ebenfalls in der Rudolf-Breitscheid-Straße. Im Nordosten befindet sich die Rennbahn Hoppegarten, im Südwesten die Dorfkirche, der Lenné-Park sowie das Schloss Dahlwitz.
Mit öffentlichen Verkehrsmitteln ist der Friedhof mit den Buslinien 942 und 945 zu erreichen, die an der Haltestelle Dahlwitz-Hoppegarten Friedhof, Hoppegarten, direkt am Friedhofseingang halten. Mit beiden Buslinien erreicht man auch den S-Bahnhof Hoppegarten (Mark).

## Geschichte

### Alter Friedhof
Die Nutzung des Friedhofs begann mit der ersten Beisetzung am 6. November 1892. Davor wurde noch unmittelbar an der Dorfkirche von Hoppegarten bestattet, allerdings reichte die dort vorhandene Fläche mit der Eröffnung der Galopprennbahn Hoppegarten 1868 und einem Anstieg der Einwohnerzahl nicht mehr aus. Der damalige Rittergutsbesitzer Heinrich von Treskow stellte im Jahre 1884 das Gelände von rund 5500 Quadratmetern für einen Friedhof zur Verfügung. Die Einrichtung eines neuen Friedhofs wurde dabei auch noch von anderen Seiten gefördert und unterstützt. So stellte zum Beispiel der Union-Klub, welcher damals der Eigentümer der Rennbahn war, großzügige Geld- und Sachspenden zur Verfügung. Nach der ersten Bestattung 1892 erfolgte 1895 die offizielle Übergabe an die Kirchengemeinde. Auf dem Friedhof Hoppegarten, den man heute auch als „Alter Friedhof“ bezeichnet, wurde schon immer überkonfessionell bestattet. Er ist somit an keine Konfession gebunden. Durch eine vielfältige Bevölkerungsstruktur, die sich mit der Eröffnung der Pferderennbahn rasch entwickelte, kamen auch verschiedene Konfessionen zusammen. Anspruchsvoll gestaltete Wandgräber begrenzen den Alten Friedhof im Norden und Süden. Dabei sind noch heute viele der Platten mit den Namen der Erstbelegung erhalten geblieben.
Auf dem Friedhof wurden sowohl die Mitglieder alteingesessener Familien als auch namhafte Trainer, Jockeys, Futtermeister, Tierärzte und Stallburschen vieler Nationen, die im Rennsport in Hoppegarten und dem benachbarten Neuenhagen beschäftigt waren, bestattet. Man findet dabei auch viele Grabmale die in Englisch beschriftet sind. Einige der historischen Grabstätten, gelten heute als wichtiges Zeugnis der Rennbahngeschichte von Hoppegarten sowie dem Pferdesport. Namhafte Gestüte Deutschlands hatten einst in Hoppegarten und Neuenhagen ihre Rennställe und ließen dort ihre Pferde trainieren. Ein Teil der internationalen Trainer, Jockeys und Besitzer siedelte sich schließlich fest in Hoppegarten an. Berühmte Leute des Pferdesports fanden später auf dem Friedhof Hoppegarten die letzte Ruhe. Auf dem Alten Friedhof gibt es auch noch die Grabstätten von Mitgliedern angesehener Bauernfamilien und von Gewerbetreibenden des Ortes. Im Jahre 2018 wurde der Alte Friedhof als Einzeldenkmal unter Denkmalschutz gestellt. Die historischen Grabstätten werden heute ehrenamtlich von einem ortsansässigen Kulturverein gepflegt. Ein weiterer Verein aus Hoppegarten unterstützt seit 2015 die Arbeiten auf dem Friedhof noch zusätzlich.

### Struktur des Alten Friedhofs
Zunächst wurde 1892 eine zentrale Achse (Hauptweg) angelegt, die vom Eingangsportal zur Trauerhalle führt. Eine heute kaum noch nachvollziehbare Querachse (Querweg) hatte man etwas später angelegt. Sie ist inzwischen durch die Anhebung vom Hauptweg fast unkenntlich geworden. Die einzelnen Grabfelder wurden mit A bis M bezeichnet. Auf den Grabfeldern A, G und H befinden sich zum Beispiel mittelgroße Grabstätten. Auf dem Grabfeld C sind große Grabstätten. Die Grabfelder L und M sind Wandgrabstätten. Die ersten 40 Linden spendete George Long jun. für die Bepflanzung des Friedhofs.

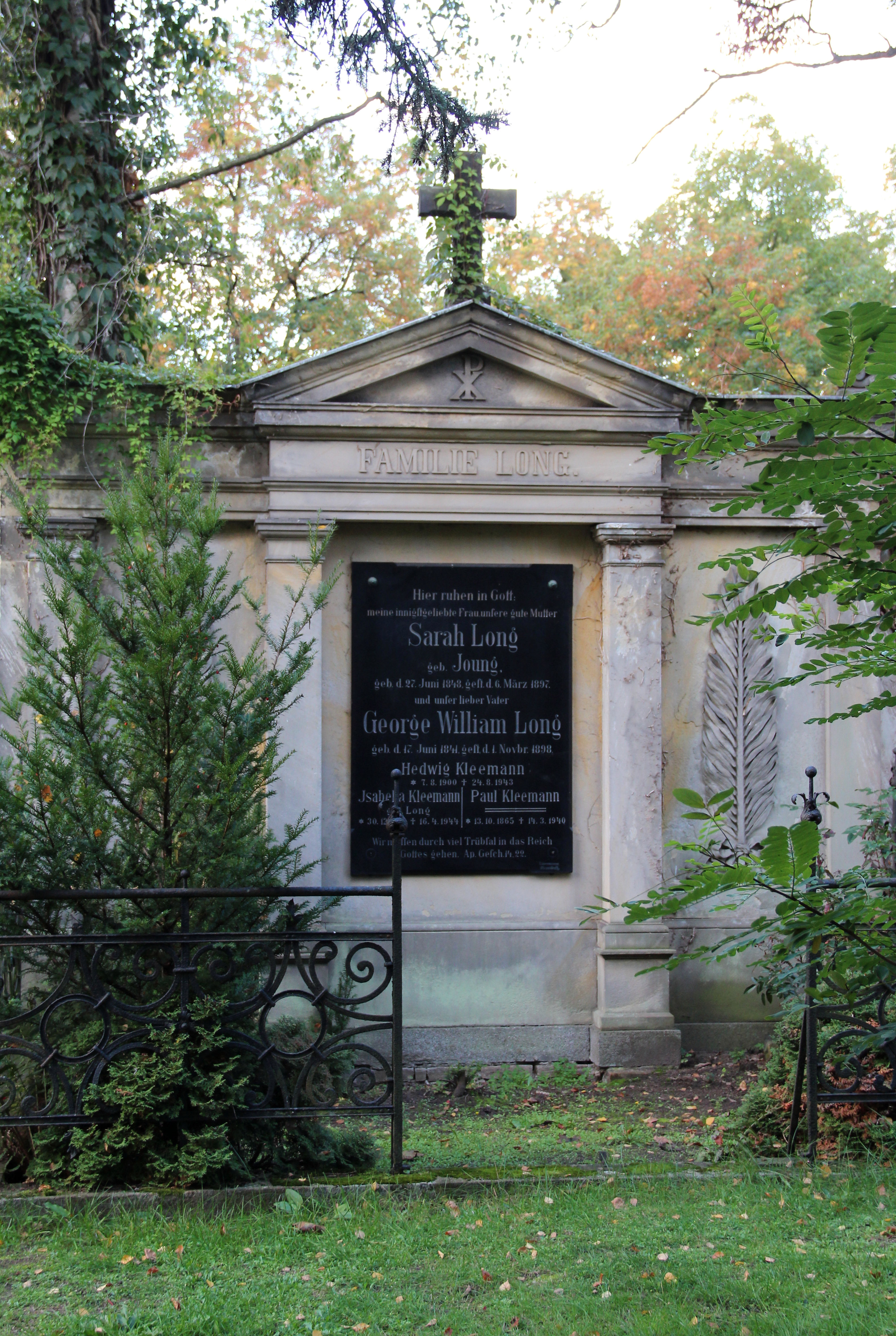
Grabstätte von George William Long sen.
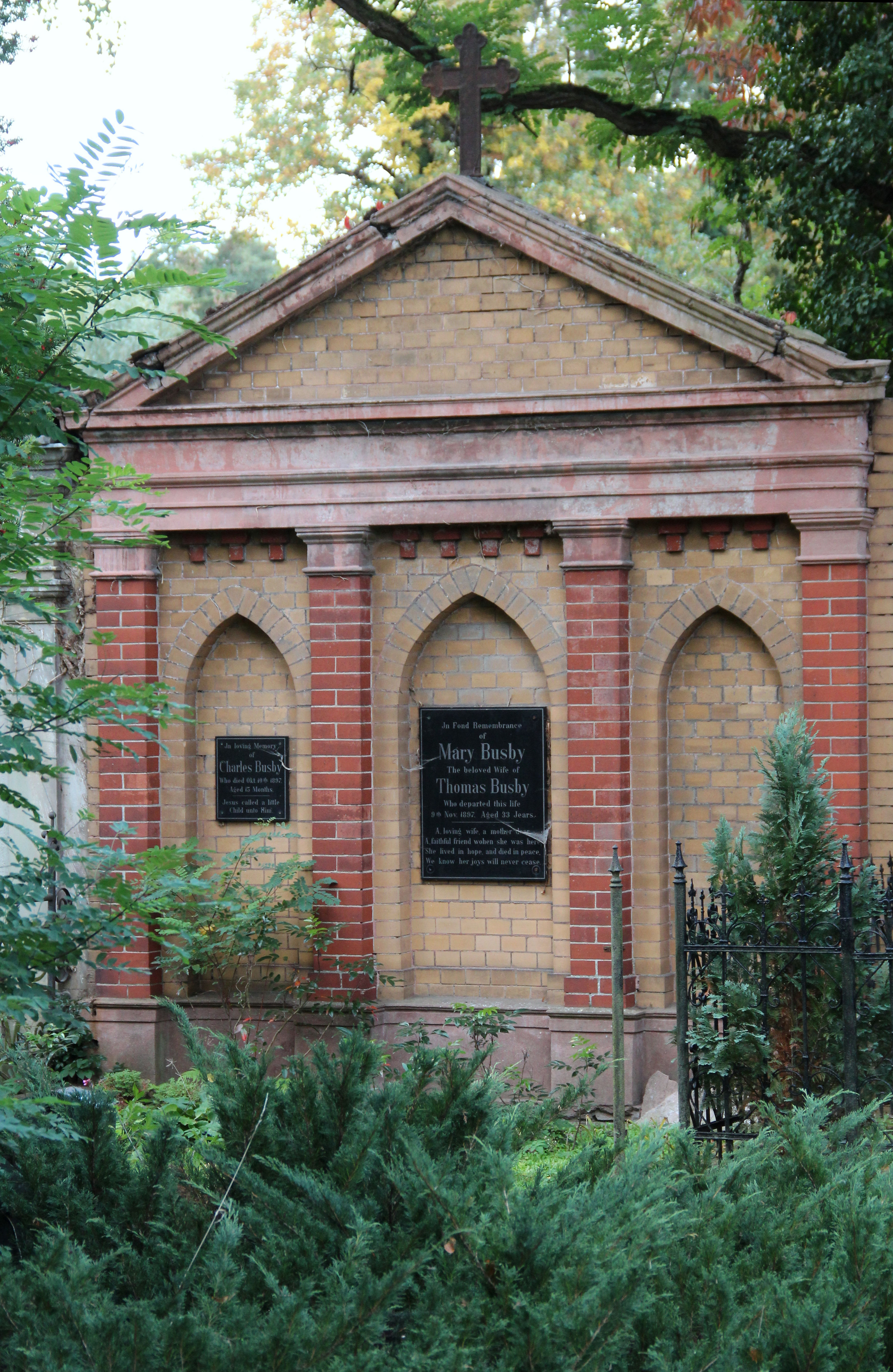
Grabstätte von Thomas Busby
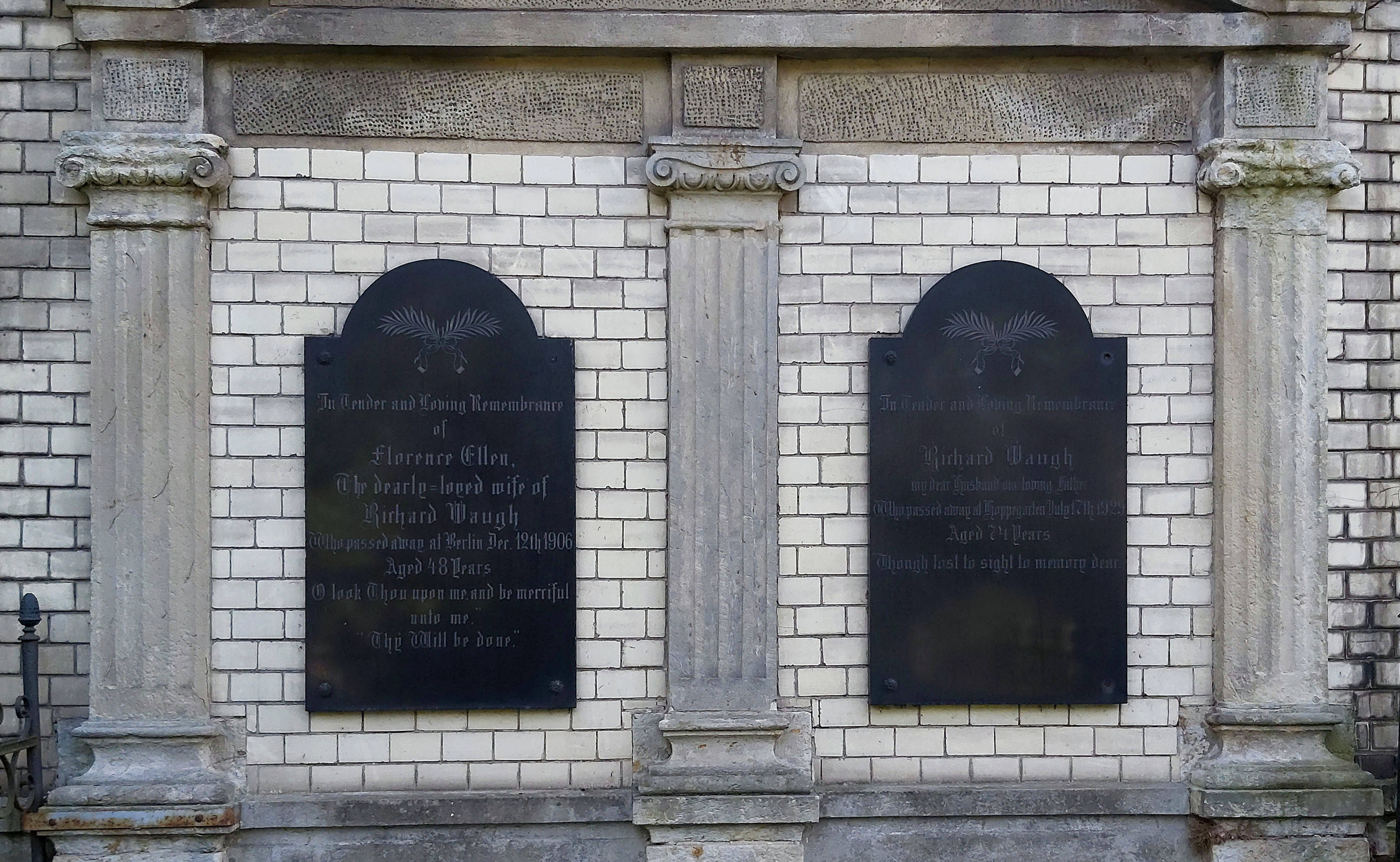
Grabstätte von Richard Waugh
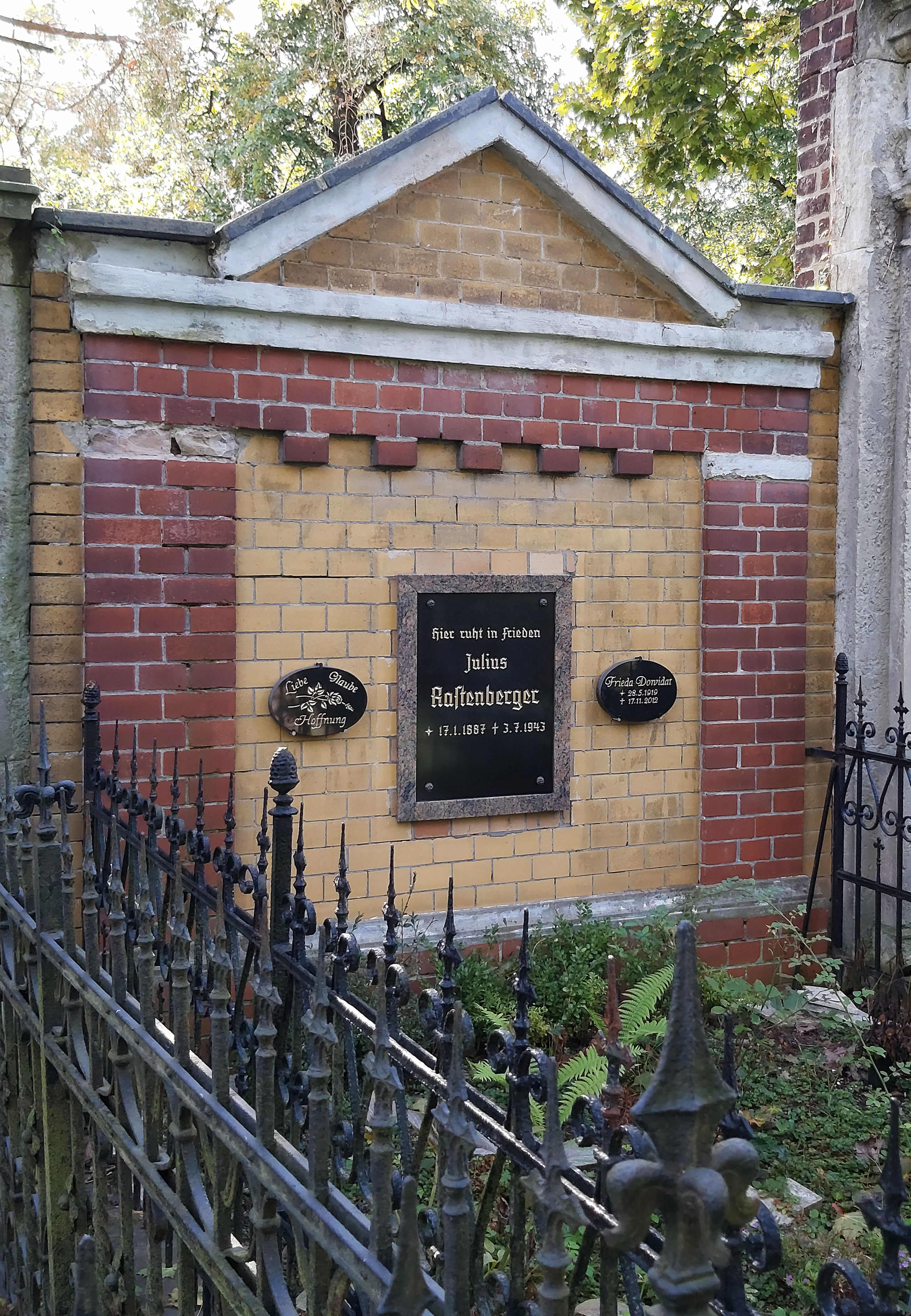
Grabstätte von Julius Rastenberger
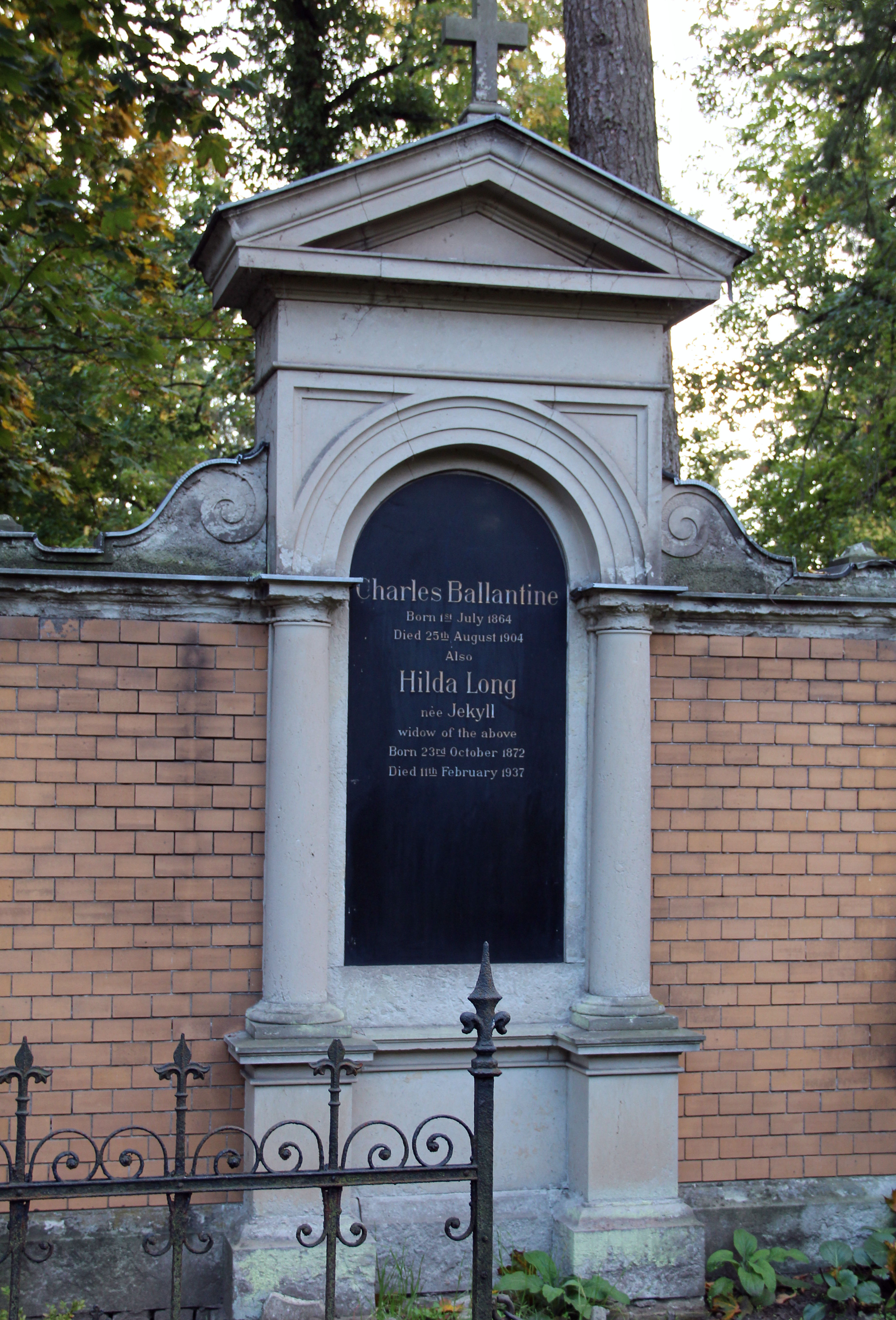
Grabstätte von Charles Ballantine
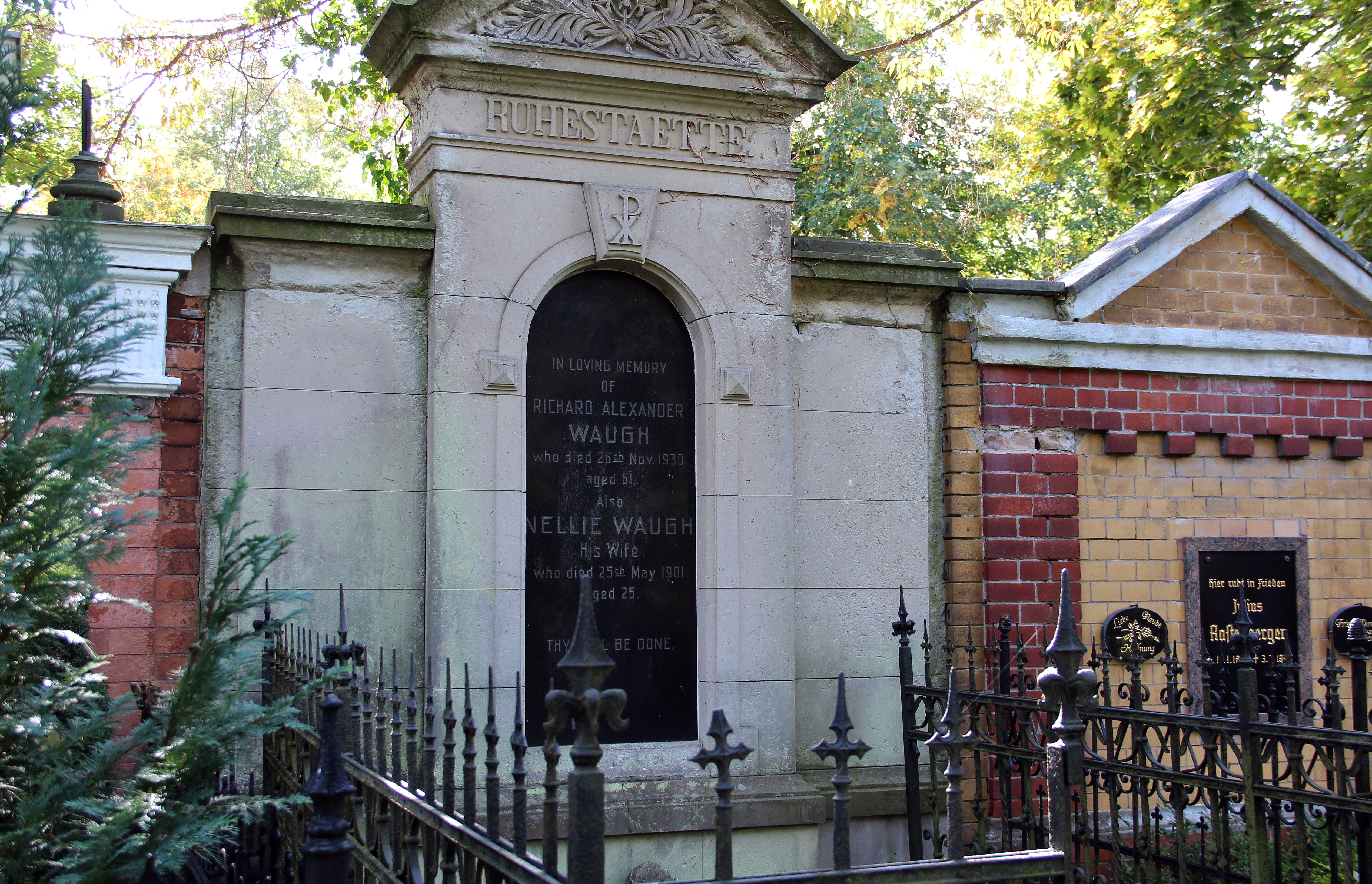
Grabstätte von Richard Alexander Waugh
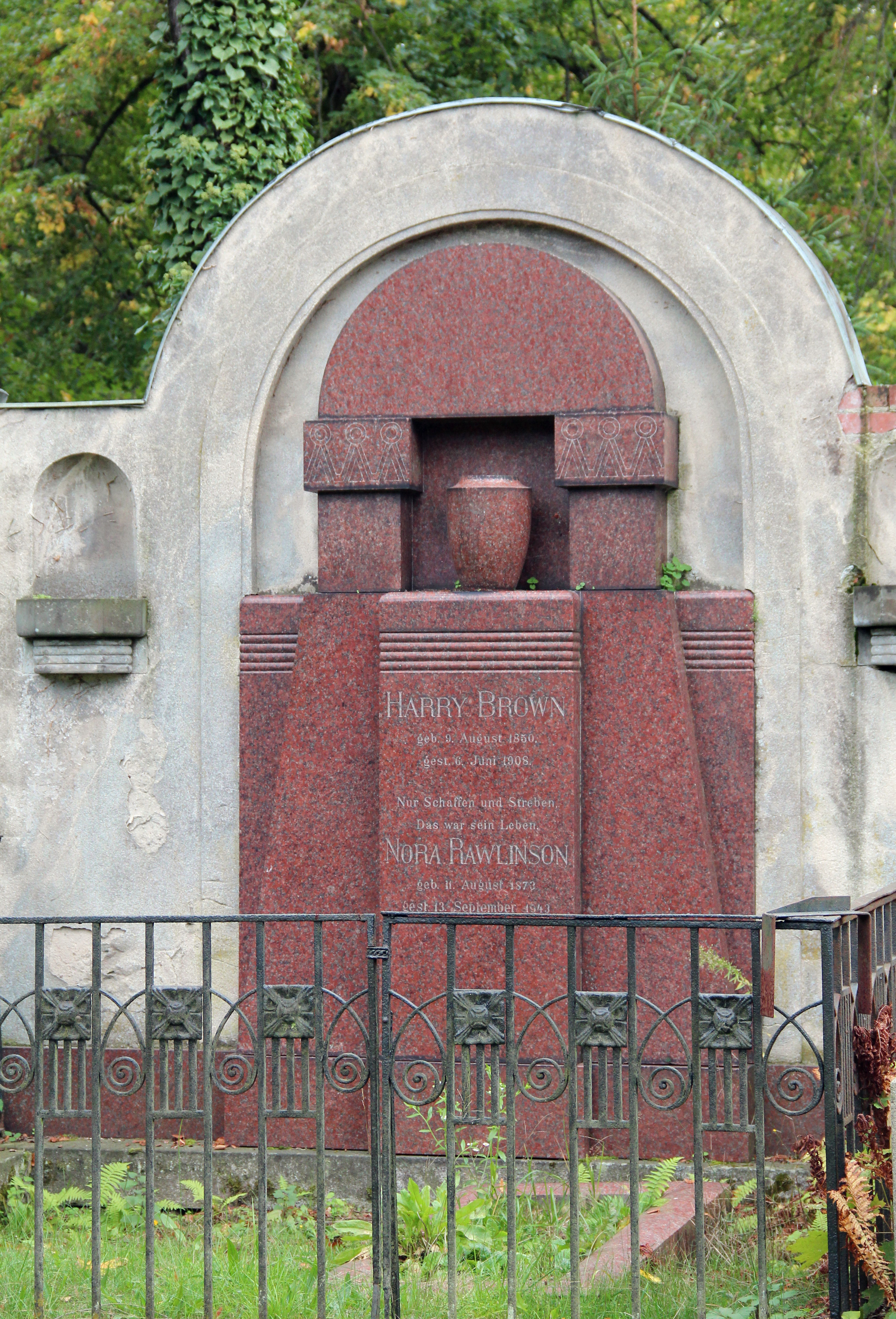
Grabstätte von Harry Brown
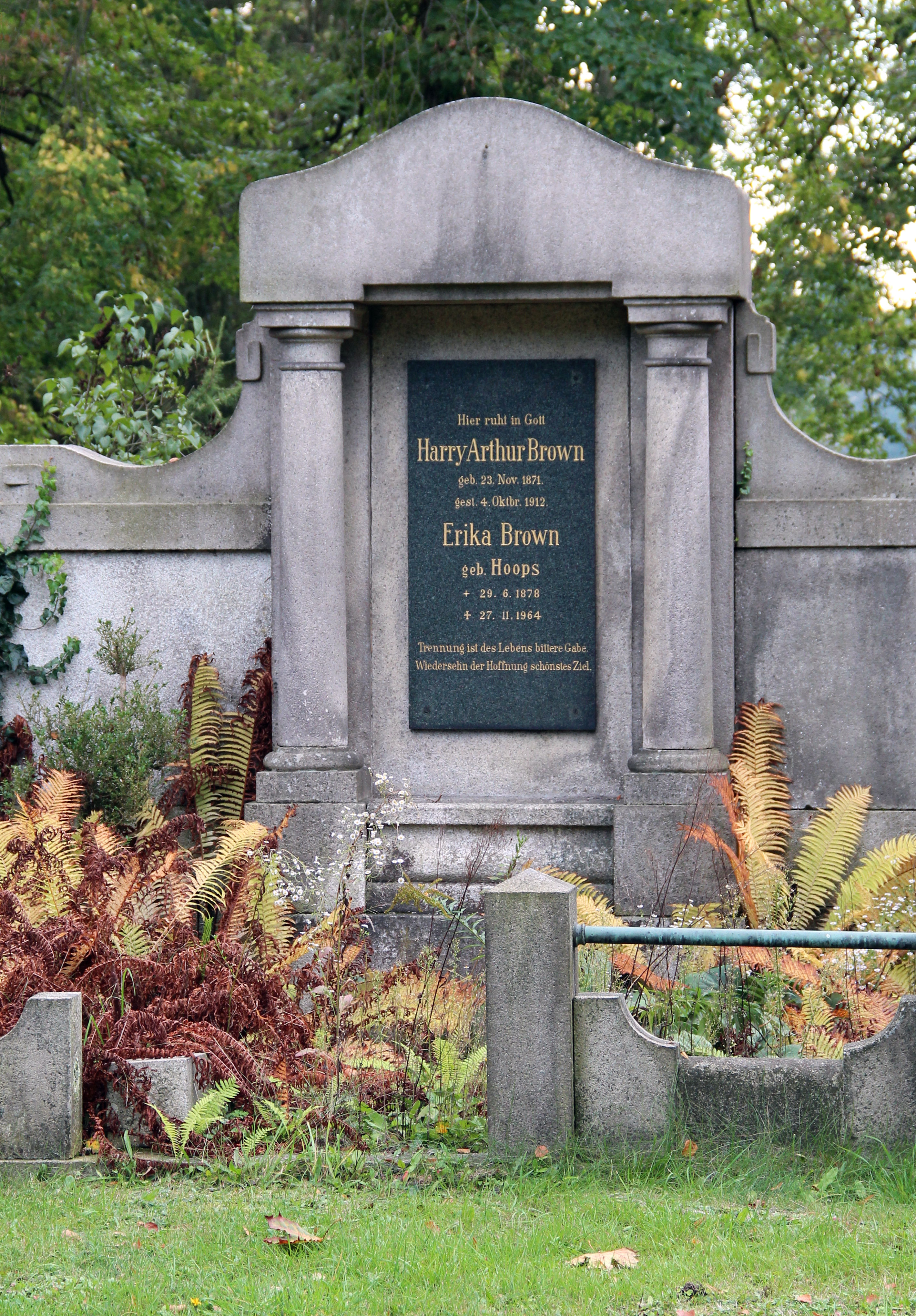
Grabstätte von Harry Arthur Brown
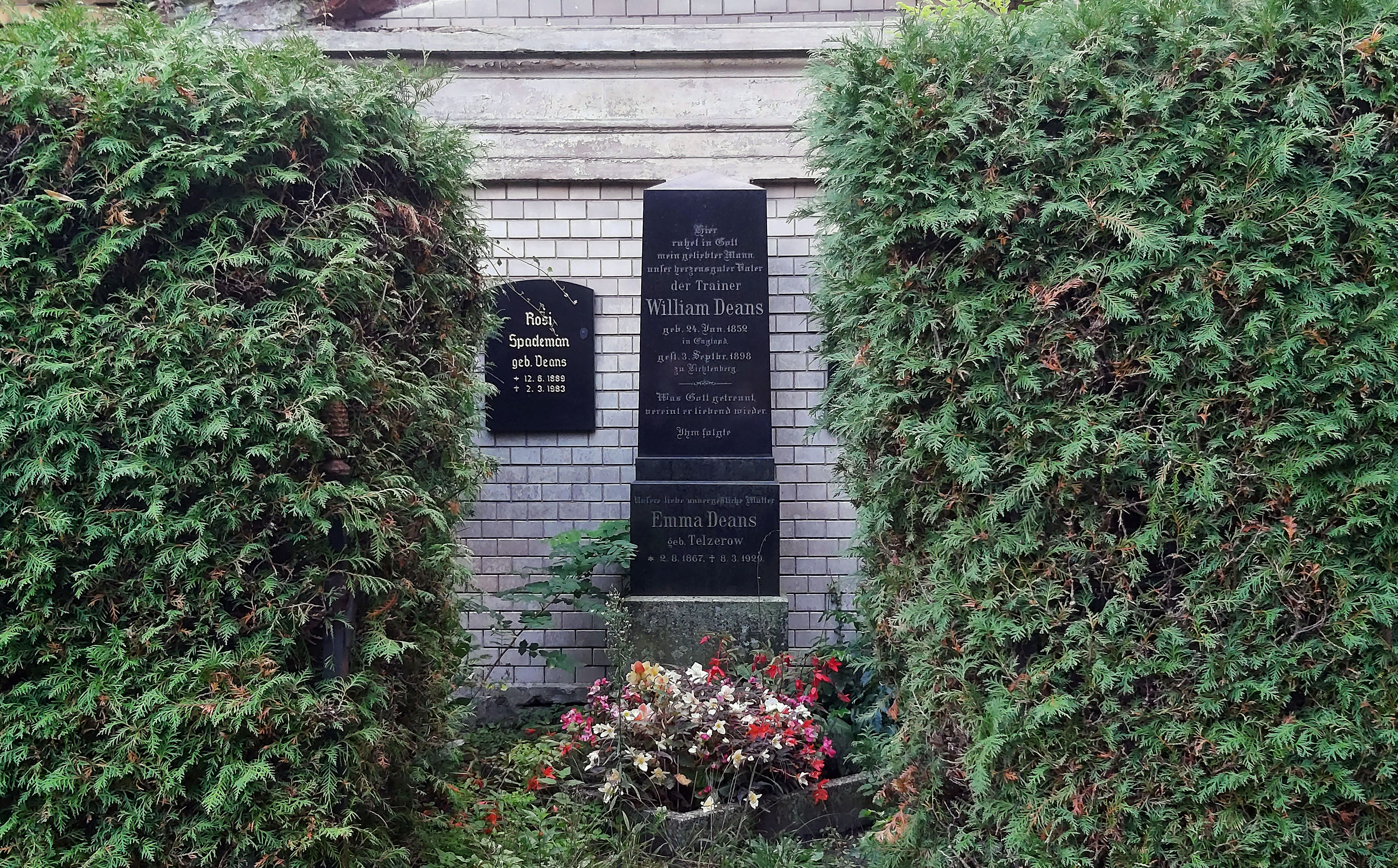
Grabstätte von William Deans

### Trauerhalle
Die heutige Trauerhalle (ehemalige Leichenhalle) war ein Geschenk des Rittergutsbesitzers Heinrich von Treskow an die Kirchengemeinde. Am 8. August 1891 wurde die Baugenehmigung zum Bau einer Leichenhalle erteilt. Aufgrund eines gerichtlichen Vergleichs aus dem Jahre 1776 hatte der jeweilige Rittergutsbesitzer ein wichtiges Privileg erstreiten können. Er konnte Bausteine aus Rüdersdorfer Kalkstein kostenlos für den eigenen Bedarf erhalten. Somit war das Material für den Bau der Leichenhalle ausreichend vorhanden. Lediglich die Aufwendungen für die notwendigen Abbrucharbeiten vom Kalkstein musste er bezahlen. Die Einweihung der Halle fand zeitgleich mit der Einweihung des Friedhofs am 6. November 1892 statt.
Die Trauerhalle entspricht mit ihrem rechteckigen Saalraum einem sehr vereinfachten basilikalen Typus. Dabei kommt ihre baukünstlerische und architekturgeschichtliche Bedeutung gut zum Ausdruck. Im Jahre 2018 wurde die Trauerhalle umfassend saniert.

### Kommunaler Friedhofsteil
Bereits 1921 erfolgte eine Erweiterung des Friedhofsgeländes nach Süden. Auf dem kommunalen Teil vom Friedhof befinden sich weitere Grabfelder für Erd- und Urnenbestattungen. Es entstanden dabei auch Urnengemeinschaftsanlagen für halbanonyme und anonyme Beisetzungen.
Auf diesem Friedhofsteil stehen auch einige historische Grabsteine der Familie von Treskow aus schwarzem schwedischen Marmor. Ursprünglich standen diese Grabsteine noch an anderer Stelle, an der ehemaligen Chaussee nach Frankfurt an der Oder. Durch Vandalismus schwer beschädigt kamen die Grabsteine in den 1970er Jahren auf den Friedhof. So blieben sie über lange Zeit ohne weitere Beschädigungen bewahrt. Ende der 1990er Jahre entstand der Plan die Grabsteine der Familie von Treskow nun auf dem Friedhof aufzustellen. Mit Unterstützung der Gemeinde und den Nachfahren der Familie von Treskow konnten die Grabsteine im Jahre 2003 wieder aufgestellt werden.
Auch hier gibt es Grabstätten von namhaften Vertretern des Pferderennsports wie zum Beispiel dem Jockey Jürgen Szydzik, der im Jahre 1983 auf der Galopprennbahn Dresden-Seidnitz stürzte und kurze Zeit später verstarb. Des Weiteren der Jockey und Trainer Martin Rölke, der Jockey Lutz Pyritz, der Trainer James Cooter und weitere Persönlichkeiten des Rennsport haben hier ihre letzte Ruhestätte gefunden. Hier befindet sich auch das Grab des ehemaligen Elefantendompteurs aus der DDR Gerhard Quaiser, welcher 2009 verstarb.

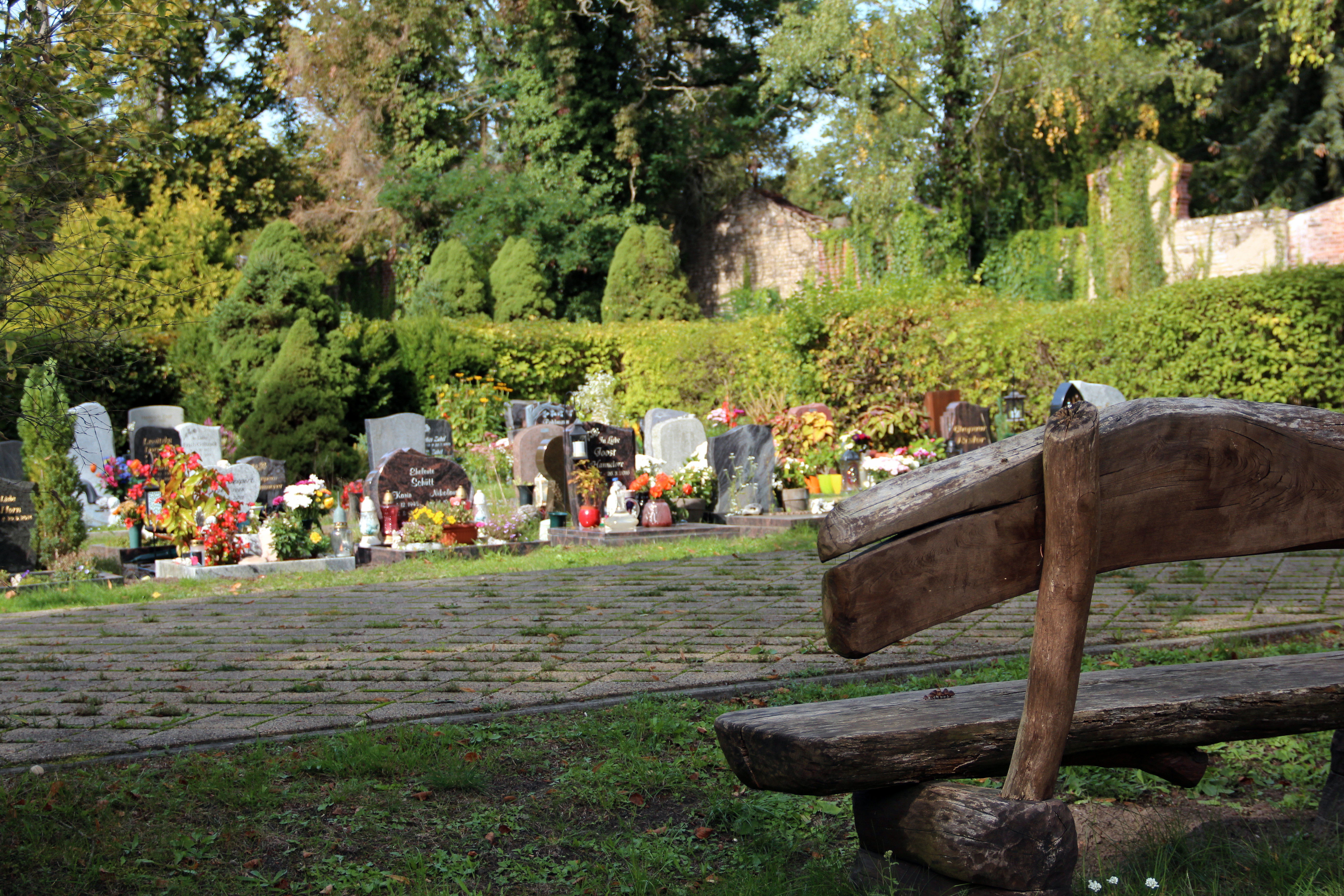
Kommunaler Friedhofsteil in Hoppegarten
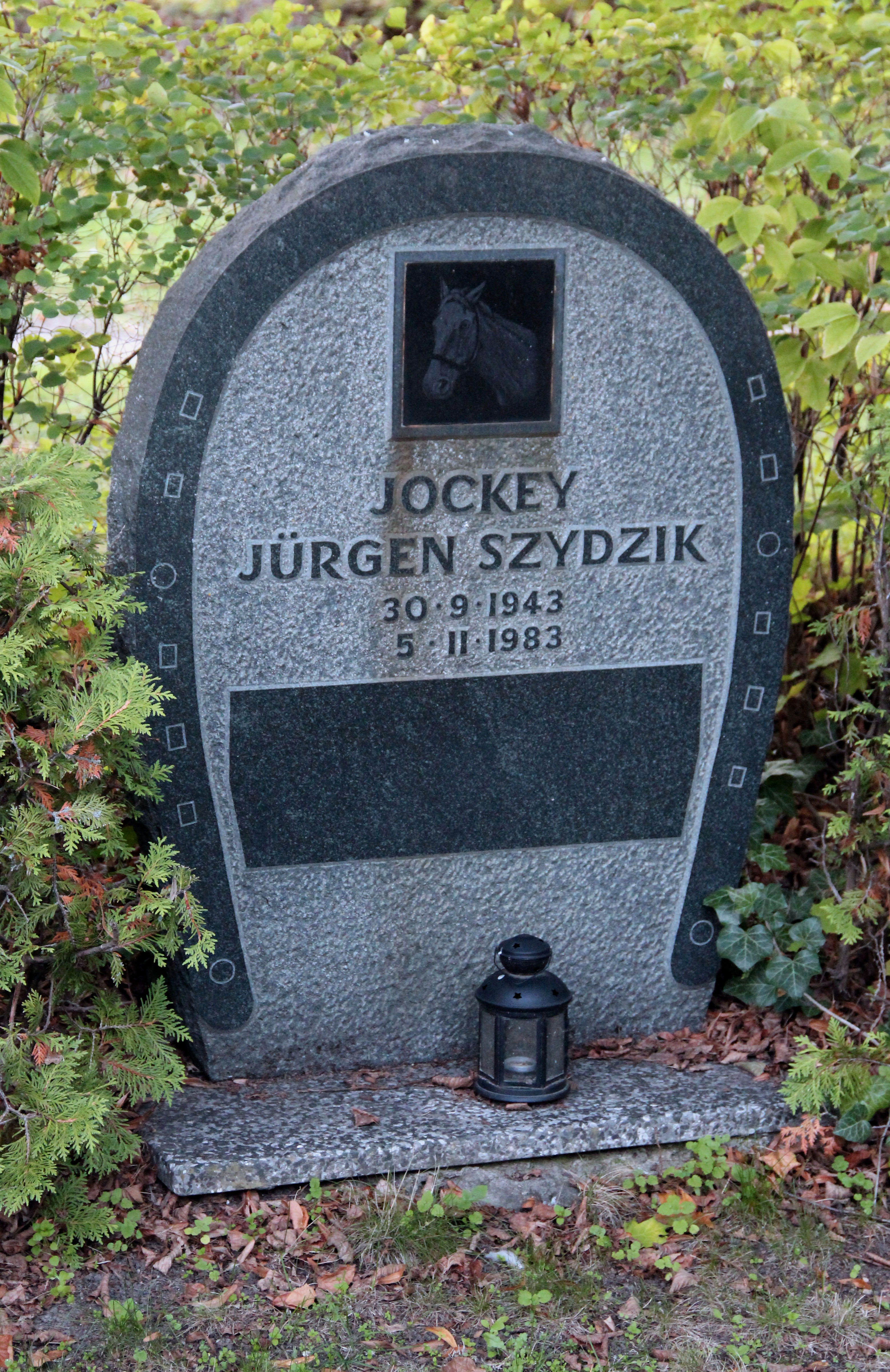
Grabstätte von Jürgen Szydzik
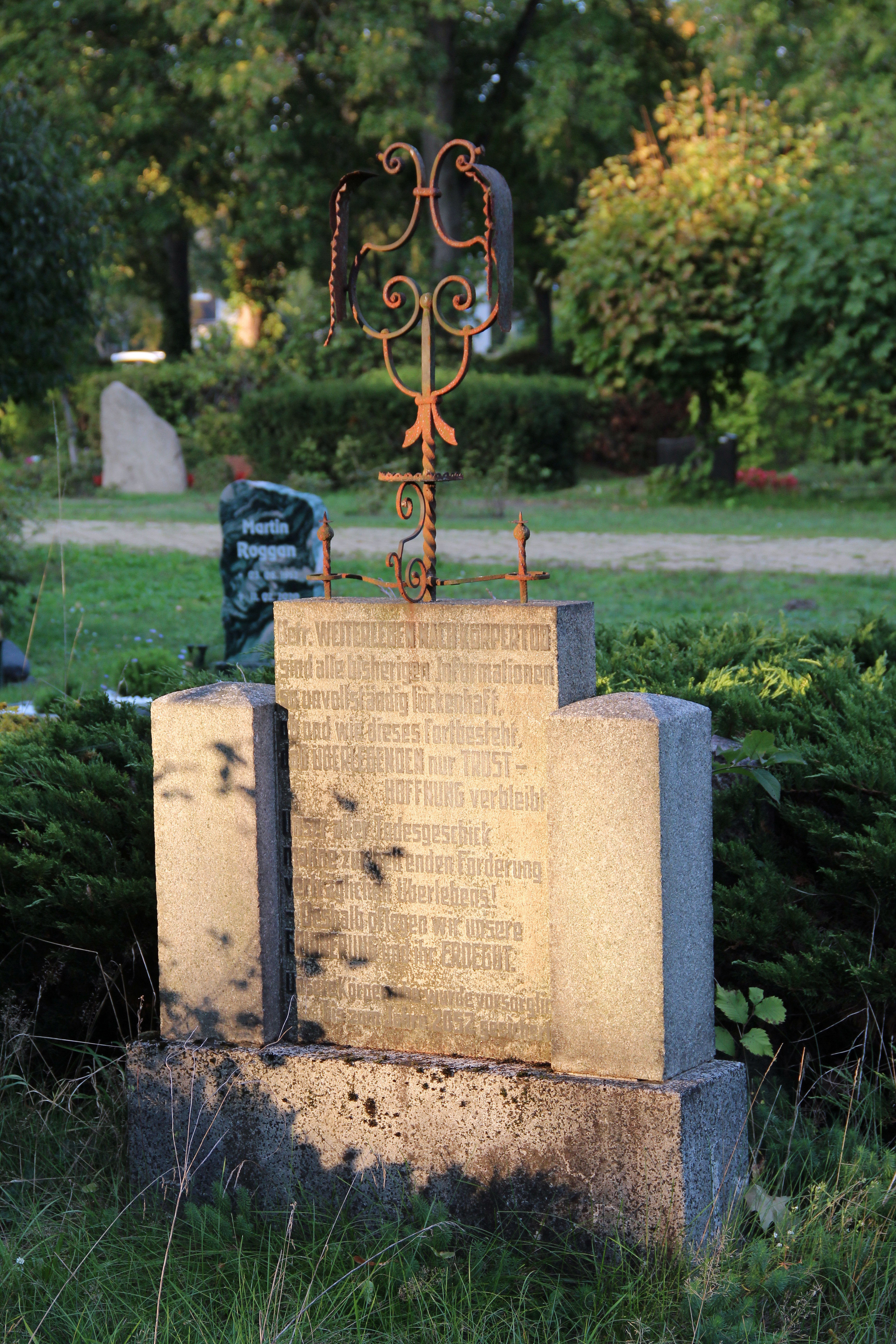
Grabstein auf dem Friedhof Hoppegarten
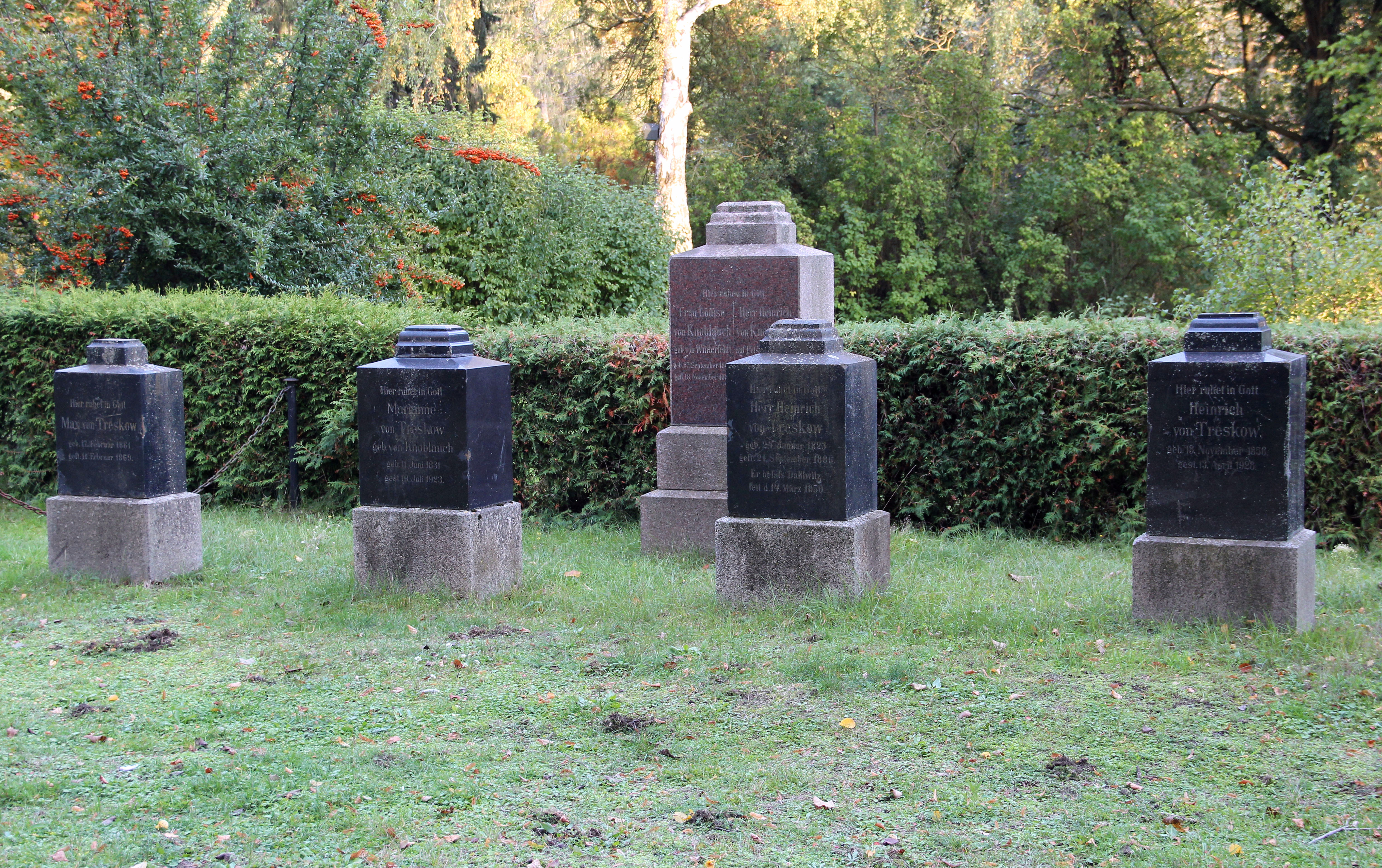
Grabsteine der Familie von Treskow
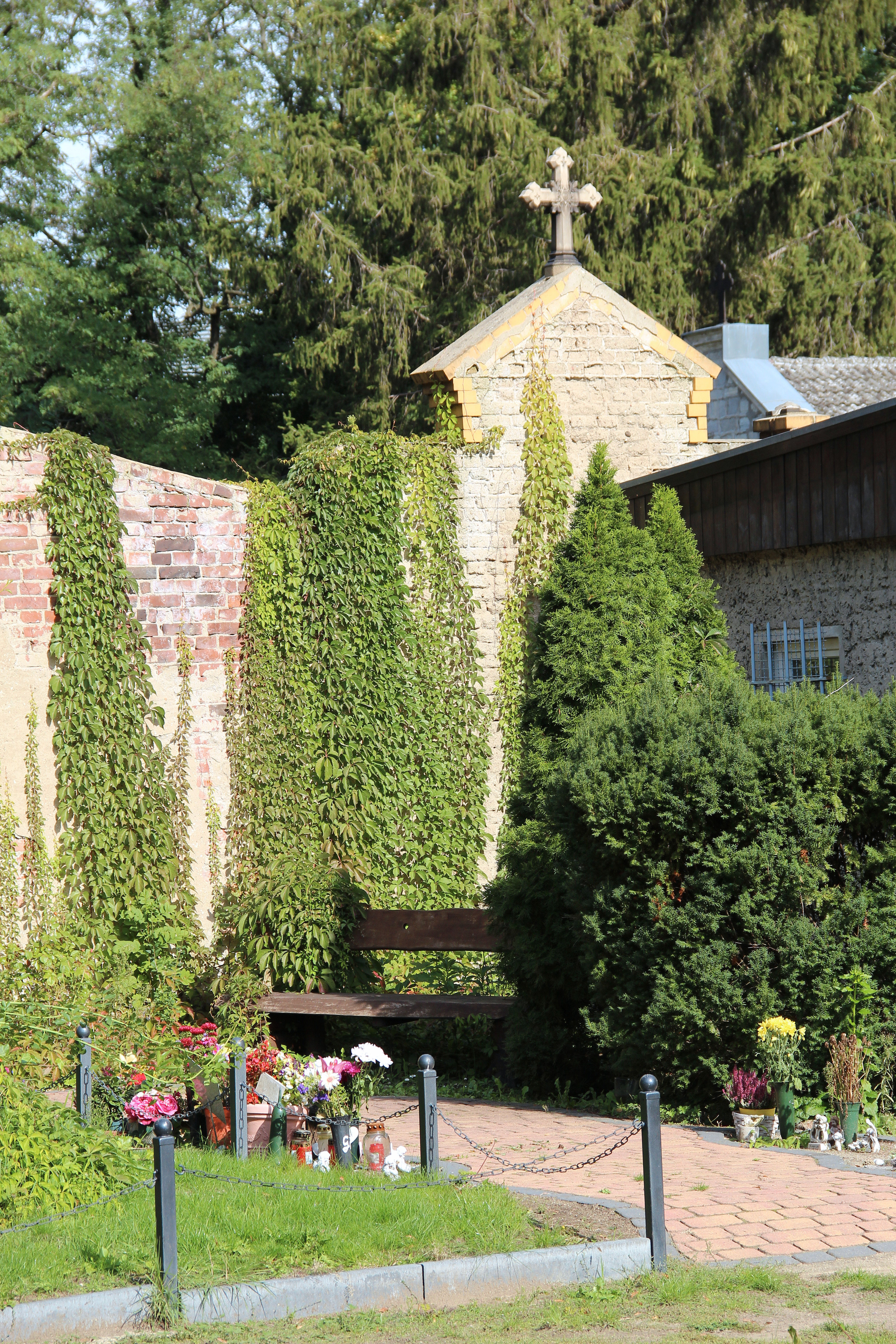
Platz für Blumenablage und stiller Einkehr
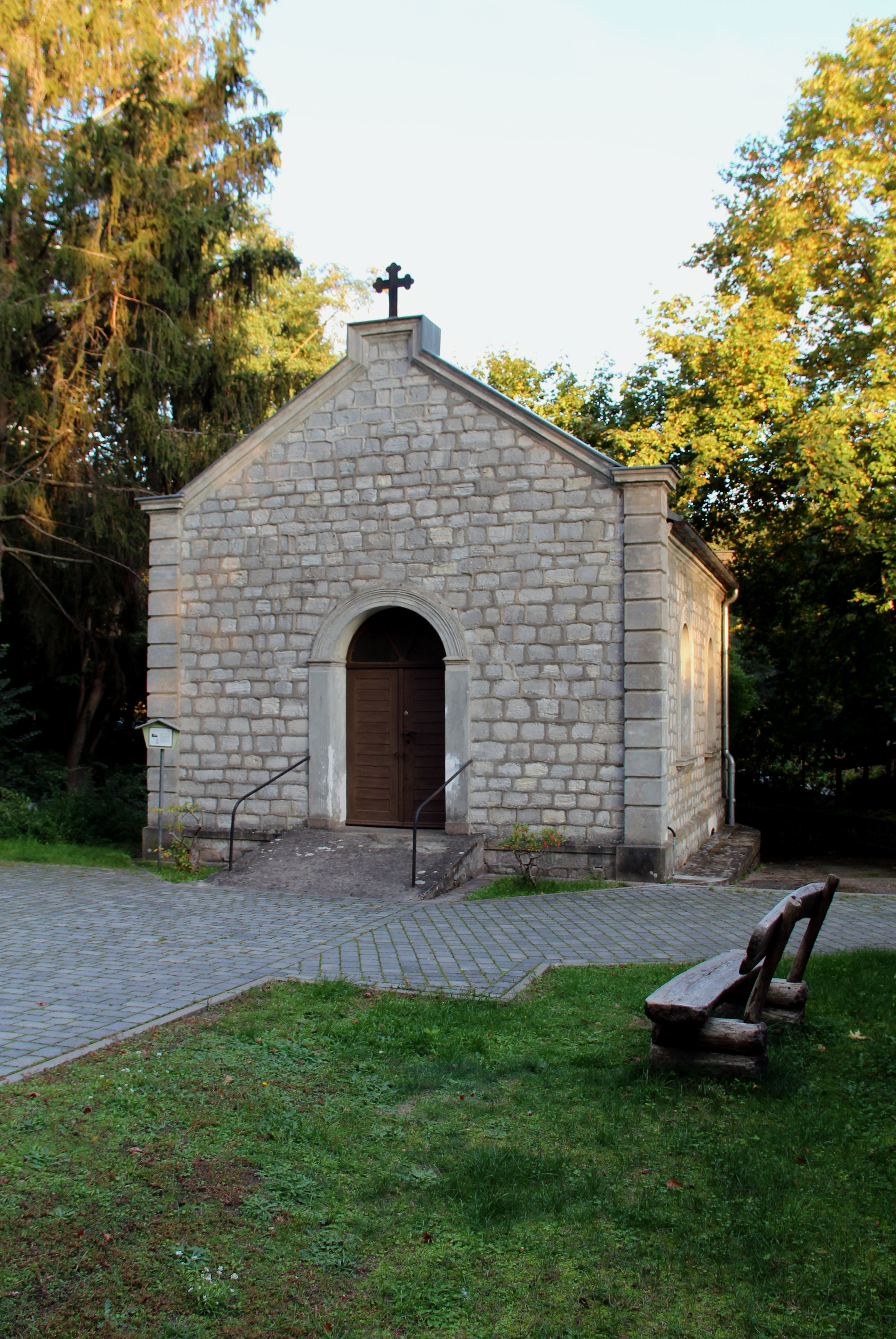
Trauerhalle aus Rüdersdorfer Kalkstein
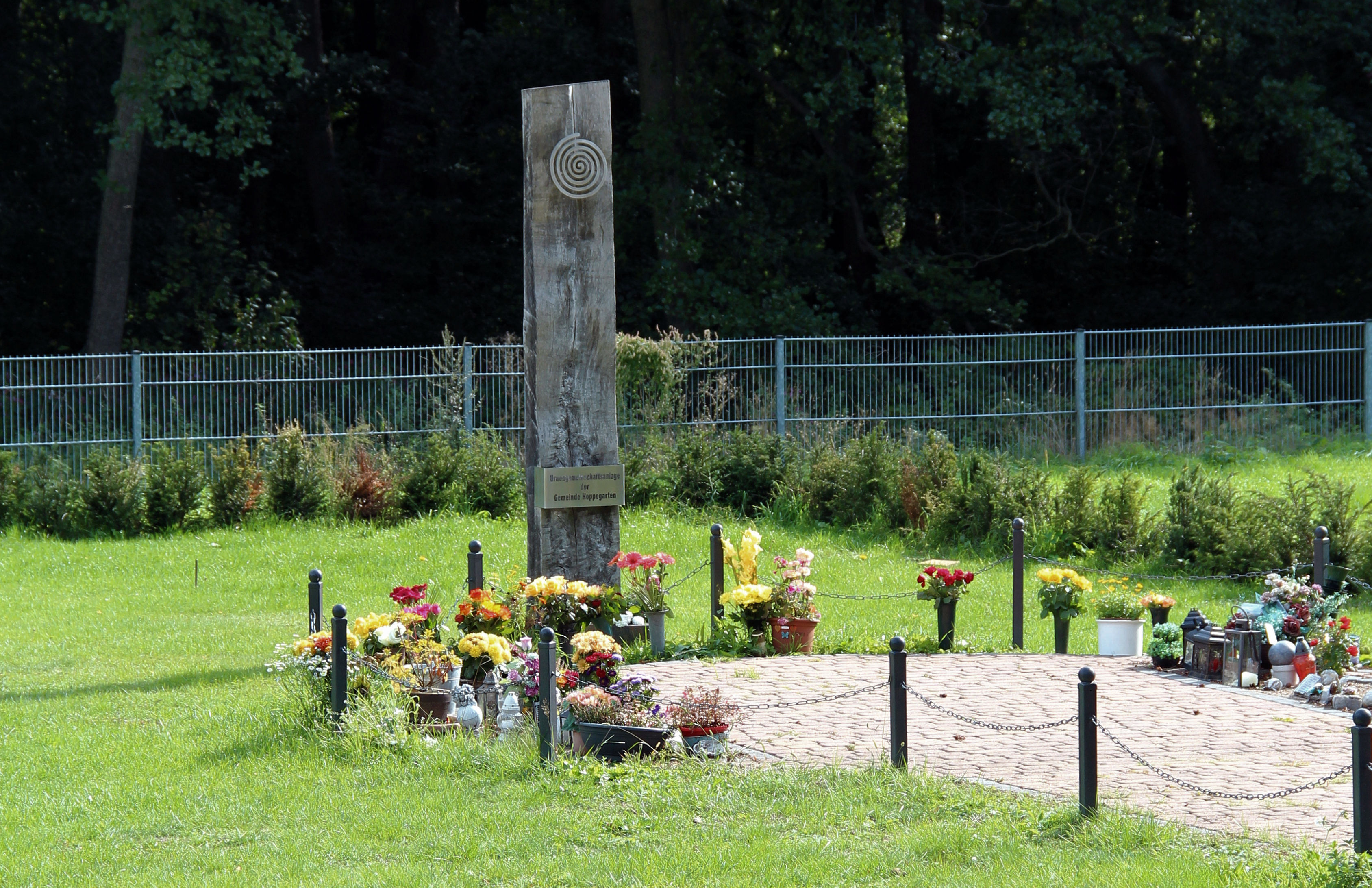
Urnengemeinschaftsanlage Friedhof Hoppegarten
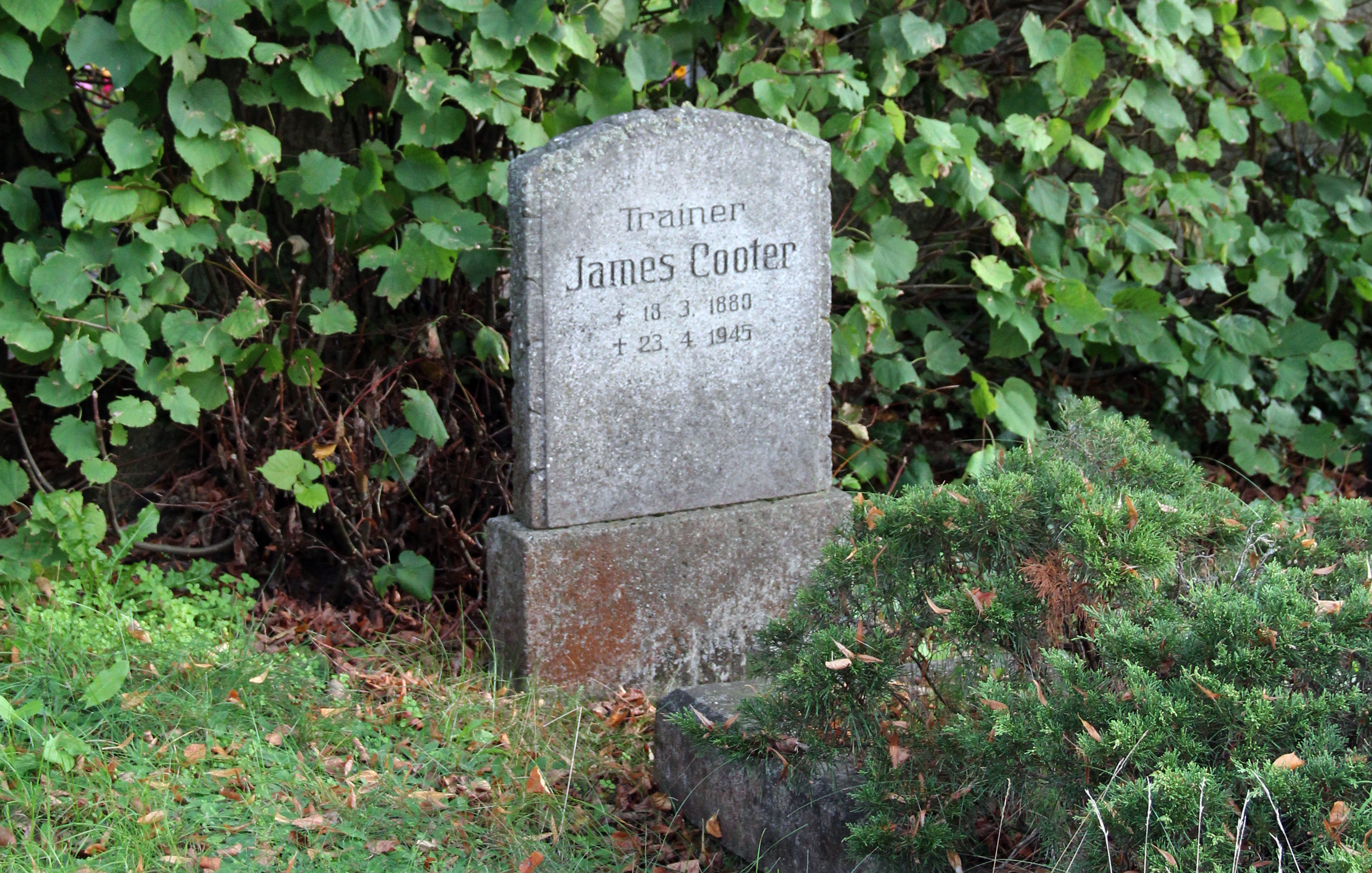
Grabstätte James Cooter
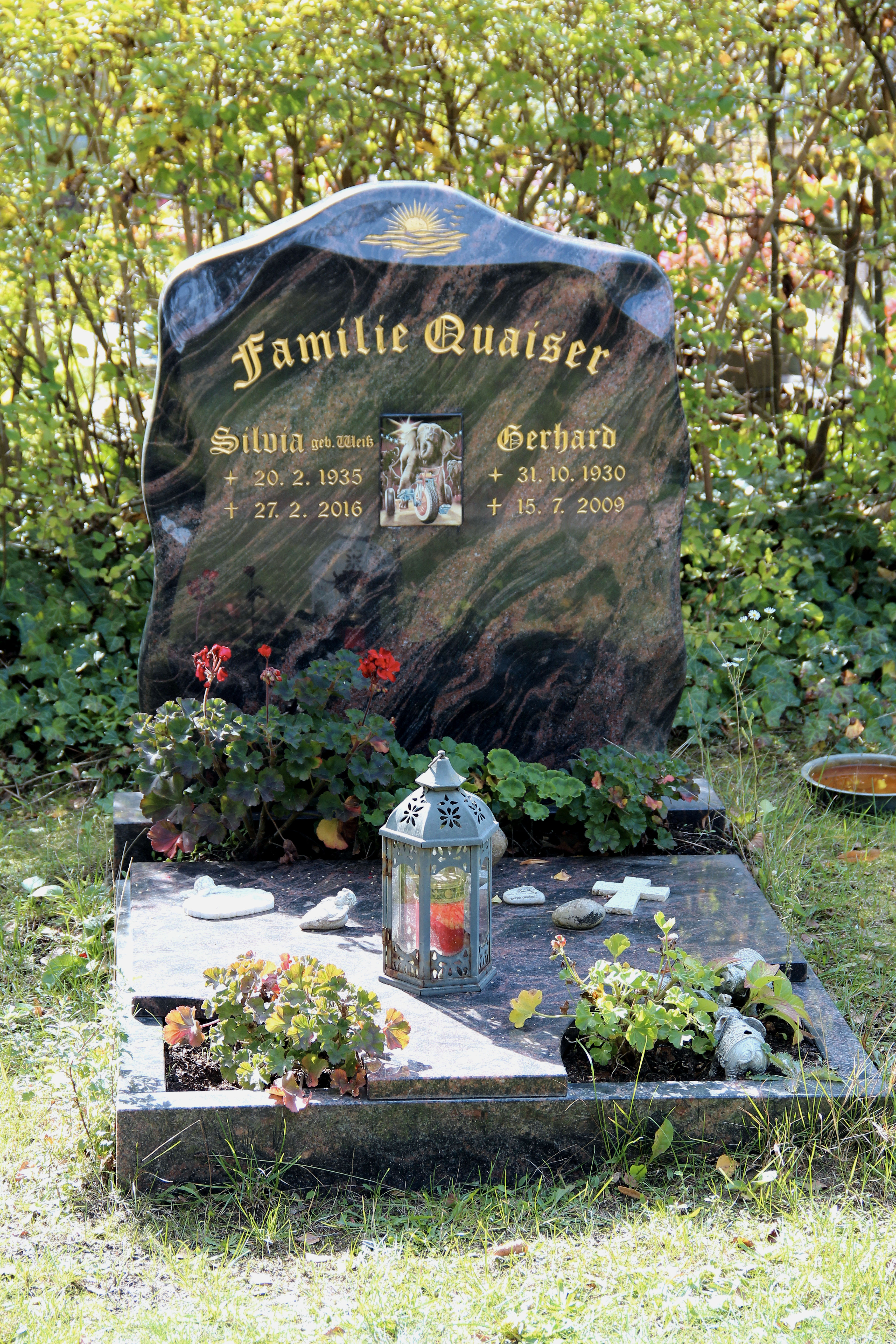
Grabstätte von Gerhard Quaiser

## Grabstätten bekannter Persönlichkeiten des Pferdesports
- George William Long sen. (1841–1898), Trainer.
- George Long jun. (1870–1949), Trainer, geboren in Wien.
- George Sear (1849–1914), Jockey und Trainer, geboren in der Grafschaft South Cambridgeshire, England.
- Charles Planner sen. (1835–1913), Trainer, geboren in Newmarket (Suffolk), England.
- Charles Planner jun. (1862–1943), Jockey und Trainer, Chantilly, Frankreich.
- Frederick Rawlinson (1856–1895), Jockey, Trainer und Futtermeister, Sheffield, Grafschaft Yorkshire, England.
- Anton Ecer (1882–1937), Futtermeister.
- Wilhelm Plüschke (1862–1940), Jockey und Trainer, geboren in Schlesien.
- Fritz Althof (1852–1917), Jockey und Trainer.
- William Deans (1852–1898), Trainer, geboren in Woumbourn, Grafschaft Staffordshire, England.
- William Spademan (1884–1962), Trainer und Futtermeister, geboren in Pardubitz (Pardubice), Österreich/Ungarn.
- Thomas Busby (1854–1929), Jockey und Trainer, geboren in Liverpool, England.
- Richard Alexander Waugh (1869–1930), Trainer, geboren in Roxborough, Schottland.
- Richard Waugh (1855–1929), Trainer, geboren in Jedburgh, Schottland.
- Julius Rastenberger (1887–1943), Jockey, geboren in Berlin.
- Carl Seibert (1846–1927), Trainer und Futtermeister.
- Charles Ballantine (1864–1904), Jockey, geboren in Iver, Grafschaft Buckinghamshire, England.
- Harry Brown (1850–1908), Trainer, Newmarket (Suffolk), England.
- Harry Arthur Brown (1871–1912), Trainer.
- Anton Winkler (1864–1935), Jockey und Trainer, geboren in Böhmen.
- George Sopp (1848–1939), Jockey und Trainer, geboren in England.
- Frank Charles Arnull (1853–1926), Trainer, geboren in Newmarket (Suffolk), England.
- Heinrich Ködix (1850–1925), Rennbahn-Tierarzt und Oberstabsveterinär, geboren in Aldekerk, Nordrhein-Westfalen.
- Felix Maus (1862–1923), Trainer und Futtermeister.
- Reinhold Fritsche (1894–1949), Jockey und Trainer, geboren in Mönchsheim.
- James Cooter (1880–1945), Trainer.
- Walter Zimmermann (1913–2001), Jockey und Trainer, geboren bei Küstrin.